# Brownsville (Luizjana)
Brownsville – jednostka osadnicza w Stanach Zjednoczonych, w stanie Luizjana, w parafii Ouachita.